# Płotnikowo (osiedle w obwodzie kemerowskim)
Płotnikowo (ros. Плотниково) – osiedle w Rosji, w obwodzie kemerowskim, w rejonie promyszlennowskim. W 2010 liczyło 5190 mieszkańców.